# David Dundas
Lord David Paul Nicholas Dundas (Oxford, 2 juni 1945) is een Britse zanger, componist en acteur.

## Carrière
David Dundas werd geboren als tweede zoon van Lawrence Dundas, 3e markies van de Shetlandeilanden. In zijn jeugd volgde hij een toneelopleiding en was kortstondig lid van de Royal Shakespeare Company. Tussen 1968 en 1975 had hij gastrollen in verschillende Britse tv-series en in twee speelfilms, waaronder Prudence and the Pill met David Niven en Deborah Kerr in de hoofdrol. Midden jaren 1970 begon Dundas met het componeren van jingles voor de televisiereclame. Zijn nummer Jeans On voor het jeansmerk Brutus werd een onverwachte wereldhit, die in Duitsland in december 1976 de hitparade aanvoerde. Ook in andere Europese landen haalde de single klasseringen in de top 10 en in januari 1977 deed de single zijn intrede in de Amerikaanse Billboard Hot 100.
Zijn volgende single Another Funny Honeymoon, plaatste zich weliswaar in de top 10 in Duitsland en Oostenrijk, maar kon niet meer evenaren aan het succes van zijn voorganger. Daarna werkte Dundas als componist van films en tv-series. In 1986 sprak hij een van de rollen in de animatiefilm When the Wind Blows. In 1993 bracht de Duitse punkband Die Kassierer een versie van Jeans On uit onder de titel Dr. Martens. In 1999 gebruikte Fatboy Slim een sample van Jeans On voor zijn nummer Sho Nuff. In 2002 nam Keith Urban een coverversie op.

## Privéleven
In 1995 liet Dundas zich na 24 jaar huwelijk, scheiden van zijn eerste vrouw en is sinds 1997 voor de tweede keer getrouwd. Hij heeft in totaal drie kinderen.

## Onderscheidingen
Zilveren Plaat
- Verenigd Koninkrijk
  - 1976: voor de single Jeans On

Gouden Plaat
- Duitsland
  - 1977: voor de single Jeans On

## Discografie

### Singles
- 1976: Jeans On
- 1977: Another Funny Honeymoon
- 1977: Where Were You Today
- 1977: Fly Baby Fly
- 1977: Stick On Your Lollipop
- 1978: Guy the Gorilla
- 1978: When I Saw You Today

### Albums
- 1977: David Dundas
- 1978: Vertical Hold
- 1989: How to Get Ahead in Advertising / Withnail and I (soundtrack) (met Rick Wentworth)

## Filmografie

### Als acteur
- 1968: Boy Meets Girl
- 1968: Prudence and the Pill
- 1969: Mosquito Squadron
- 1971: Paul Temple (tv-serie, aflevering:  Party Piece
- 1975: Churchill's People
- 1986: When the Wind Blows

### Als componist
- 1971: Private Road
- 1987: Withnail & I
- 1989: Kopf an Kopf
- 1991: Sleepers
- 1992: Freddie, der Superfrosch

- Bibsys: 7018506
- Biblioteca Nacional de España: XX1797999
- Bibliothèque nationale de France: cb14095018v (data)
- Gemeinsame Normdatei: 136373372
- International Standard Name Identifier: 0000 0000 7826 8569
- Library of Congress Control Number: n92119580
- MusicBrainz: 302c6157-d561-4f79-922a-39970ab92e0d
- Virtual International Authority File: 87596566
- WorldCat: E39PBJjT38tgTgvMKg9ydV3vpP